# Alexis Jordan
Alexis Jordan (Columbia, 7 aprile 1992) è una cantante statunitense.
Alexis è diventata famosa grazie alla partecipazione alla prima stagione del talent show America's Got Talent nel 2006. Dopo l'eliminazione, ha cominciato a caricare su YouTube cover di canzoni interpretate da lei, alcune delle quali hanno raggiunto il milione di visualizzazioni. È stata in seguito notata dal gruppo di produttori Stargate e dal rapper Jay-Z, che le hanno offerto un contratto discografico.

## Biografia
Alexis nasce a Columbia, nella Carolina del Sud, da madre di origini africane, indiane d'America ed europee e da padre portoricano. Inizia a scrivere musica già in terza elementare. A undici anni, si trasferisce coi genitori e i tre fratelli più piccoli a Santa Clara, in California, per intraprendere la sua carriera artistica.
Nel 2006, Alexis ha partecipato ai provini per la prima edizione di America's Got Talent. Ha cantato I Have Nothing di Whitney Houston ed è stata eliminata solo alle semifinali. Dopo essere stata eliminata dal programma, Alexis e la sua famiglia si sono trasferiti ad Atlanta, in Georgia, per avvicinarsi all'industria musicale. Mentre si trovavano lì, la cantante ha cominciato a pubblicare delle cover di canzoni interpretate da lei su YouTube e ad inviare demo alle case discografiche. Nel 2008 il suo canale di YouTube aveva già ricevuto oltre un milione di visualizzazioni. Da qui, il gruppo di produttori Stargate l'ha invitata ad andare a New York per registrare alcune canzoni. Infine, Jay-Z le ha offerto un contratto discografico con l'etichetta StarRoc/Roc Nation.
Il singolo di debutto di Alexis Jordan, intitolato Happiness, è stato pubblicato a giugno 2010. Negli Stati Uniti, Happiness ha raggiunto la vetta della classifica dance senza però entrare nella Billboard Hot 100. Ha avuto un maggior successo nel Regno Unito, dove ha raggiunto la terza posizione, e in Australia, dove ha venduto oltre 140 000 copie ed è stato certificato doppio disco di platino, raggiungendo anche qui la terza posizione. Il suo secondo singolo, Good Girl è stato pubblicato a febbraio 2011, seguito dall'album di debutto, Alexis Jordan, messo in commercio a partire dal 28 febbraio.
Hush Hush è stato pubblicato come terzo singolo l'8 maggio 2011. Jordan è stata presente come supporto per il tour del gruppo inglese JLS nel Regno Unito, iniziato nel giugno 2011 e concluso alla fine di luglio. Nel 2011 Alexis ha inoltre collaborato con Sean Paul nel singolo Got 2 Luv U.

## Discografia

### Album
- 2011 - Alexis Jordan

### Singoli
- 2010 - Happiness
- 2011 - Good Girl
- 2011 - Hush Hush
- 2011 - Got 2 Luv U
- 2013 - Acid Rain